# Ammodaucus leucotrichus
Ammodaucus leucotrichus är en växtart i släktet Ammodaucus och familjen flockblommiga växter. Den beskrevs av Ernest Saint-Charles Cosson 1859.
Arten är en ettårig ört som förekommer i Sahara.

## Varieteter
Arten har två varieteter:
- Ammodaucus leucotrichus var. brevipilus
- Ammodaucus leucotrichus var. leucotrichus